# Акамбаро (муниципалитет)
Ака́мбаро (исп. Acámbaro) — муниципалитет в Мексике, штат Гуанахуато, с административным центром в одноимённом городе. Численность населения, по данным переписи 2010 года, составила 109 030 человек.

## Общие сведения
Название Acámbaro с языка пурепеча можно перевести как «место, где растёт агава».
Площадь муниципалитета равна 878 км², что составляет 2,87 % от общей площади штата. Он граничит с другими муниципалитетами штата Гуанахуато: на севере с Тариморо, на востоке с Херекуаро и Тарандакуао, на юге с Уанимаро, и на западе с Сальватьерра, а также на юге граничит с другим штатом Мексики — Мичоаканом.

## Учреждение и состав
Муниципалитет был образован в 1824 году, в его состав входят 214 населённых пунктов, самые крупные из которых:
| Код INEGI | Населённый пункт                                                            | Численность населения (2005 год) | Численность населения (2010 год) |
| --------- | --------------------------------------------------------------------------- | -------------------------------- | -------------------------------- |
| 002       | Всего                                                                       | 101762                           | 109030                           |
| 0001      | Акамбаро (исп. Acámbaro) (административный центр)                           | 55082                            | 57972                            |
| 0027      | Ирамуко (исп. Irámuco) 19°57′54″ с. ш. 100°55′23″ з. д.                     | 6141                             | 5954                             |
| 0047      | Паракуаро (исп. Parácuaro) 20°08′39″ с. ш. 100°45′45″ з. д.                 | 4239                             | 4058                             |
| 0017      | Чупикуаро (исп. Chupícuaro) 20°04′08″ с. ш. 100°41′32″ з. д.                | 1641                             | 2273                             |
| 0092      | Токуаро-Сан-Матео (исп. San Mateo Tócuaro) 19°58′08″ с. ш. 100°43′23″ з. д. | 1405                             | 1589                             |
| 0015      | Чамакуаро (исп. Chamácuaro) 20°06′06″ с. ш. 100°49′39″ з. д.                | 1298                             | 1288                             |
| 0043      | Ла-Ортига (исп. La Ortiga) 19°57′44″ с. ш. 101°00′02″ з. д.                 | 1084                             | 1244                             |

## Экономика
По статистическим данным 2000 года, работоспособное население занято по секторам экономики в следующих пропорциях: сельское хозяйство, скотоводство и рыбная ловля — 21,4 %, промышленность и строительство — 23,6 %, сфера обслуживания и туризма — 52,2 %, прочее — 2,8 %.

## Инфраструктура
По статистическим данным 2010 года, инфраструктура развита следующим образом:
- электрификация: 98,5 %;
- водоснабжение: 97,5 %;
- водоотведение: 93 %.

## Фотографии
- Вид на Акамбаро
- Старинный акведук
- Приходская церковь в Акамбаро
- Церковь в Ирамуко
- Станция Альварес
- Часовня в Ла-Соледаде